# Astrotischeria heliopsisella
Espèce
Astrotischeria heliopsisella est une espèce de lépidoptères de la famille des Tischeriidae. Elle a été décrite par Vactor Tousey Chambers (en) en 1875. On la trouve en Amérique du Nord, notamment dans l'Illinois, le Missouri et l'Ohio.

## Synonymes
- Tischeria heliopsisella Chambers, 1875
- Tischeria nolckenii Frey & Boll, 1876

## Biologie
Les chenilles se nourrissent sur Heliopsis helianthoides (en) (l'Héliopsis faux-hélianthe) et Ambrosia trifida (la Grande herbe à poux). Elles minent les feuilles de leur plante hôte.